# جايسون مارشال (لاعب اتحاد الرغبي)
جايسون مارشال (بالإنجليزية: Jason Marshall) هو لاعب اتحاد الرغبي نيوزيلندي، ولد في 5 فبراير 1985 في كندا.

## وصلات خارجية
- جايسون مارشال عل موقع إسبنسكروم (الإنجليزية)
- جايسون مارشال على موقع ItsRugby.co.uk (الإنجليزية)